# Distretto governativo di Stoccarda
Il distretto governativo di Stoccarda (in tedesco Regierungsbezirk Stuttgart) è uno dei quattro distretti governativi del Land del Baden-Württemberg in Germania.

## Suddivisione
- Tre regioni (Regionen)
- Undici circondari e due città extracircondariali
- 343 comuni tra i quali due città extracircondariali e 38 grandi città circondariali

Regione di Stoccarda
Stoccarda
Circondario di Böblingen
Circondario di Esslingen
Circondario di Göppingen
Circondario di Ludwigsburg
Circondario del Rems-Murr
Regione Heilbronn-Franconia
Heilbronn
Circondario di Heilbronn
Circondario di Hohenlohe
Circondario del Meno-Tauber
Circondario di Schwäbisch Hall
Regione Württemberg orientale
Circondario di Heidenheim
Circondario di Ostalb